# Ubi primum

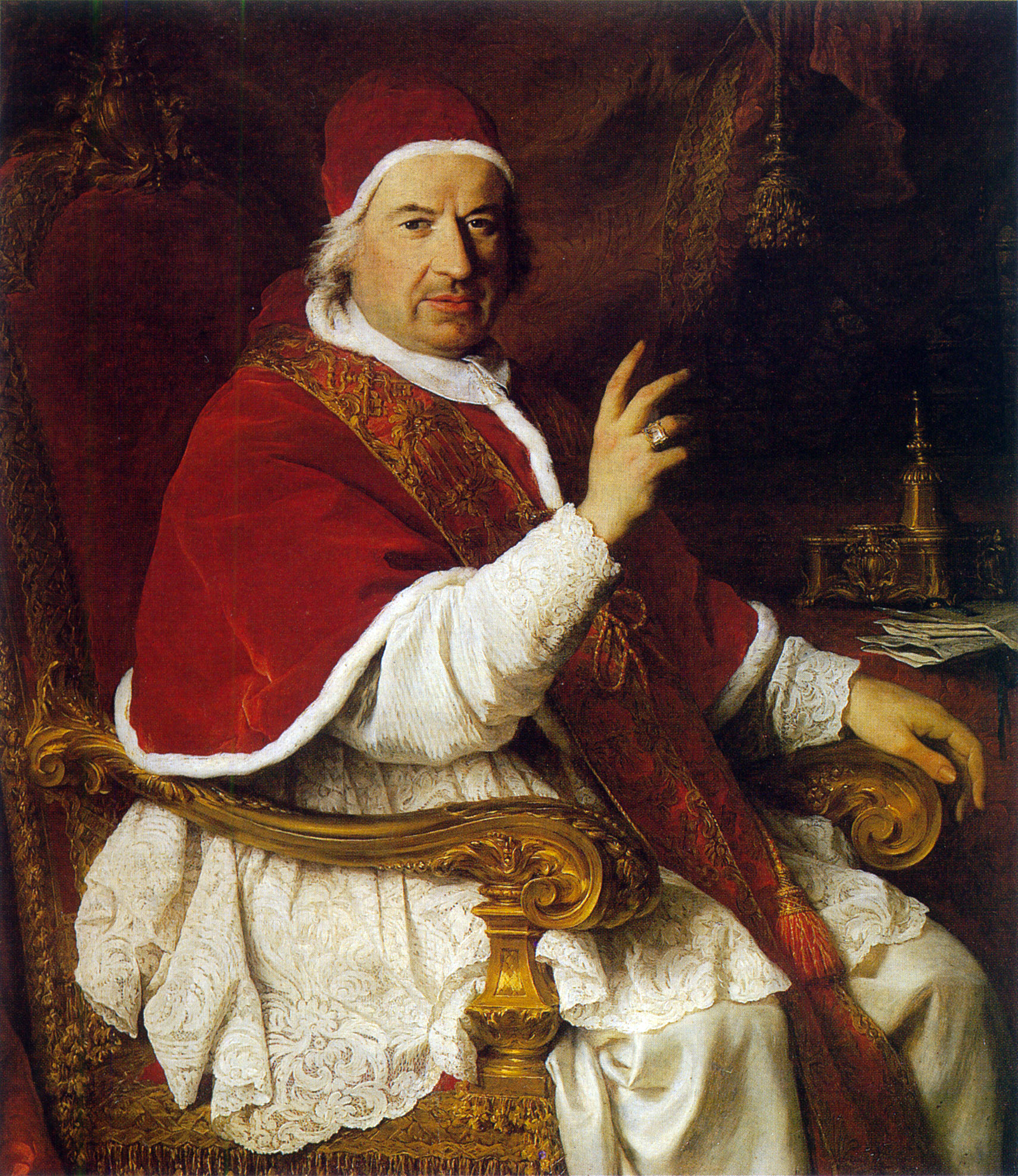
Портрет папи Бенедикта XIV авторства П'єра Сюблейра

Ubi Primum — перша енцикліка папи Бенедикта XIV, датована 3 грудня 1740 року, і перша в історії енцикліка.
В історії Католицької церкви цей документ особливо важливий тим, що вперше папа адресує свій лист до всіх єпископів (лат. «Epistola Encyclica et Commonitoria ad omnes Episcopos»), розпочинаючи таким чином цілу серію енциклік модерного типу, адресованих цілому католицькому світові..
Енциклікою «Ubi primum» папа заохочує всіх єпископів сумлінно виконувати свої завдання і старанно готувати кандидатів до священичого стану.